# (523624) 2008 CT190
(523624) 2008 CT190 ist ein großes transneptunisches Objekt im Kuipergürtel, das bahndynamisch als resonantes Kuipergürtel-Objekt (3:7–Resonanz) oder als Scattered Disk Object (SDO) eingestuft wird. Aufgrund seiner Größe gehört der Asteroid möglicherweise zu den Zwergplanetenkandidaten. 2008 CT190 verfügt über einen natürlichen Begleiter mit der Bezeichnung S/2012 (523624) 1, der etwa vier Fünftel des Durchmessers des Planetoiden aufweist. Da beide Himmelskörper um den gemeinsamen Schwerpunkt kreisen, kann das System auch als Doppelasteroiden-System aufgefasst werden.

## Entdeckung
2008 CT190 wurde am 9. Februar 2008 von einem Astronomenteam, bestehend aus Meg Schwamb, Mike Brown und David Lincoln Rabinowitz, mit dem 1,2-m-Oschin-Schmidt-Teleskop am Palomar-Observatorium des California Institute of Technology (Kalifornien) entdeckt. Die Entdeckung wurde nach der Bestätigung durch Henry G. Roe des Lowell-Observatoriums am 15. Mai 2008 bekanntgegeben, der Planetoid erhielt am 25. September 2018 von der IAU die Kleinplaneten-Nummer 523624.
Nach seiner Entdeckung ließ sich 2008 CT190 auf Fotos, die im Rahmen des Sloan-Digital-Sky-Survey-Programmes (SDSS) am Apache-Point-Observatorium (New Mexico) gemacht wurden, bis zum 14. Januar 2002 zurückgehend identifizieren und so seinen Beobachtungszeitraum um sechs Jahre verlängern, um so seine Umlaufbahn genauer zu berechnen. Seither wurde der Planetoid durch verschiedene erdbasierte Teleskope beobachtet. Im Oktober 2018 lagen insgesamt 118 Beobachtungen über einen Zeitraum von 17 Jahren vor. Die bisher letzte Beobachtung wurde im März 2018 am Pan-STARRS-Teleskop (PS1) (Maui) durchgeführt. (Stand 24. März 2019)

## Eigenschaften

### Umlaufbahn
2008 CT190 umkreist die Sonne in 383,66 Jahren auf einer stark elliptischen Umlaufbahn zwischen 34,70 AE und 70,89 AE Abstand zu deren Zentrum. Die Bahnexzentrizität beträgt 0,343, die Bahn ist 38,90° gegenüber der Ekliptik geneigt. Derzeit ist der Planetoid 34,98 AE von der Sonne entfernt. Das Perihel durchlief er das letzte Mal 2012, der nächste Periheldurchlauf dürfte also im Jahre 2395 erfolgen.
Marc Buie (DES) klassifiziert den Planetoiden als RKBO (3:7-Resonanz mit Neptun) oder als SDO, während das Minor Planet Center ihn nur als SDO einordnet; letzteres führt ihn auch allgemein als «Distant Object».

### Größe
Derzeit wird von einem Durchmesser von 270 km ausgegangen, basierend auf einem Rückstrahlvermögen von 9 % und einer absoluten Helligkeit von 5,8 m. Ausgehend von diesem Durchmesser ergibt sich eine Gesamtoberfläche von etwa 229.000 km2.
Da es denkbar ist, dass sich 2008 CT190 aufgrund seiner Größe im hydrostatischen Gleichgewicht befindet und somit weitgehend rund sein könnte, erfüllt er möglicherweise die Kriterien für eine Einstufung als Zwergplanet. Mike Brown geht davon aus, dass es sich bei 2008 CT190 um vielleicht einen Zwergplaneten handelt.
| Jahr                                         | Abmessungen km | Quelle              |
| -------------------------------------------- | -------------- | ------------------- |
| 2013                                         | 290,75         | LightCurve DataBase |
| 2018                                         | 306,0 270,0    | Johnston            |
| 2018                                         | 329,0          | Brown               |
| Die präziseste Bestimmung ist fett markiert. |                |                     |

## Mond
Am 29. April 2018 gab ein Astronomenteam um Keith S. Noll die Entdeckung eines Begleiters mit etwa 220 km Durchmesser bekannt, der anhand von Bildern des Hubble-Weltraumteleskops bereits 2012 aufgespürt wurde. Er umkreist das gemeinsame Baryzentrum mit 2008 CT190 in 3,3 Tagen in einem mittleren Abstand von 1300 ± 200 km. Bisher wurde noch keine Massebestimmung durchgeführt.
Das 2008 CT190–System in der Übersicht:
| Komponenten                  | Physikalische Parameter | Physikalische Parameter | Physikalische Parameter | Bahnparameter        | Bahnparameter  | Bahnparameter | Bahnparameter                      | Entdeckung                              |
| Name                         | Durch- messer (km)      | Relativ- größe %        | Masse (kg)              | Große Halbachse (km) | Umlaufzeit (d) | Exzentrizität | Inklination zum 2008 CT190 Äquator | Datum Entdeckung Datum Veröffentlichung |
| ---------------------------- | ----------------------- | ----------------------- | ----------------------- | -------------------- | -------------- | ------------- | ---------------------------------- | --------------------------------------- |
| (523624) 2008 CT190          | 270,0                   | 100,00                  | ?                       | —                    | —              | —             | —                                  | 9. Februar 2008 15. Mai 2008            |
| S/2012 (523624) 1 (523624 I) | 220,0                   | 81,48                   | ?                       | 1300                 | 3,3            | ?             | ?                                  | 18. Mai 2012 29. April 2018             |